# Upplands runinskrifter 239
Upplands runinskrifter 239 är en vikingatida runsten i Lindö, Avunda, Vallentuna socken och Vallentuna kommun. 
Runstenen är 1,7 meter hög, 0,95 meter bred och 0,4 meter tjock. Runhöjden är 5-7 centimeter. Runstenen stod tidigare norr om nuvarande plats, på norra sidan om landsvägen med inskriften. Inte heller den platsen var stenens ursprungsplats, utan på 1600-talet stod den vid en bro vid Myrby. Ristningsytan är vittrad och inskriften därmed delvis oläslig.

## Inskriften
Translitterering av runraden:
i(k)a lit hkua · staina · ... ...a -o--a ... ----kru-...
Normalisering till runsvenska:
Inga let haggva stæina ... ... [b]o[nd]a ... ...
Översättning till nusvenska:
Inga lät hugga stenarna [efter sin] make ...